# ذياب بن عيسى آل نهيان
ذياب بن عيسى آل نهيان هو الحاكم الأول لإمارة أبوظبي وزعيم قبيلة بني ياس في واحة ليوا، حكم من 1761 إلى 1793، أمتد حكم الشيخ ذياب حتى قطر، وكان يأخذ الزكاة من اهلها. ويعتبر مؤسس سلالة آل بوفلاح التي لا تزال تحكم أبوظبي عاصمة الإمارات العربية المتحدة اليوم.

## حياته
في سنة 1783م اكتشف الماء العذب في جزيرة أبوظبي (كانت تسمى مليح سابقا) فهاجرت جماعات من بني ياس من الظفرة إلى الجزيرة البحرية وبدأت تمتهن أعمال البحر. ترك الشيخ ذياب عاصمته الأولى في واحة (المارية) المارجة وانتقل إلى عاصمته الثانية.
تمكن الشيخ ذياب وبمساعدة من الشيخ سعيد بن راشد بن شرارة من لم شمل قبائل بني ياس وتوحيدها في قيادة واحدة وهزم الغافرية في وقعة سميحة حوالي سنة 1759 وترشح معه للقيادة الشيخ هزاع بن زايد بن محمد لتولّي شؤون الإمارة. وفي حوالي سنة 1783 عارضه ابن عمه الشيخ هزاع بن زايد بن محمد واستطاع أن يؤلب عليه بني ياس. وفي إحدى السنوات سافر الشيخ هزاع إلى البحرين وأصدر الشيخ ذياب أمره بترحيل كافة أقرباء أنصار هزاع وطردهم خارج البلاد. وعاد هزاع مسرعاً واشتبك مع ذياب وتوزعت القبيلة إلى فرقتين فرقة مع هزاع وفرقة مع ذياب وتقول بعض المصادر أن هزاعاً قتل ذياباً والبعض يرى أن الحكم انتقل إلى شخبوط بن ذياب بن عيسى آل نهيان رأساً دون تحديد السنة. لذلك اختلط الأوراق ولم تحدد المصادر من الذي تولى الأمر بعد ذياب ؟ أهو هزاع أم شخبوط لكن أقرب الروايات أن شخبوطاً تولى بعد والده.

## أبناؤه
- شخبوط بن ذياب.[9]
- عيسى بن ذياب
- صقر بن ذياب